# Lidköpings trivialskola
Lidköpings trivialskola var en gymnasieförberedande skola i Lidköping som verkade från slutet av 1600-talet till 1858.
Magnus Gabriel De la Gardie hade ett stort intresse för utbildning och i slutet av 1600-talet grundade han en tvåklassig pedagogi i Läckö slott som han lät flytta till sin nya stad Nya Lidköping. Skolan finansierades från Läckö grevskap i drygt 175 år. 
År 1822 omtalas skolan som en pedagogi och som en (mindre) lärdomsskola 1837.
Skolan ombildades i anslutning till läroverksreformen 1849 år 1858 till ett lägre elementarläroverk som senare ombildades till Lidköpings högre allmänna läroverk.